# Northwest Ordinance
Northwest Ordinance (Nařízení o Severozápadu, formálně An Ordinance for the Government of the Territory of the United States, North-West of the River Ohio, známý též pod jmény Freedom Ordinance anebo "The Ordinance of 1787") byl zákon Kongresu Spojených státu amerických, přijatý 13. července 1787. Hlavním cílem nařízení bylo vytvoření Severozápadního teritoria, jako prvního organizovaného teritoria v USA.
7. srpna 1789, prezident George Washington podepsal Northwest Ordinance of 1789, poté nově vytvořený Kongres Spojených státu přijal toto nařízení s menšími změnami.
Je to jedno z nejvýznamnějších nařízení prvního Kongresu, kromě Deklarace nezávislosti. Mimořádně důležité bylo ustanovení precedensu, na základě kterého muže federální vláda expandovat na západ prostřednictvím přijímaní nových státu a ne rozšiřováním existujících. Je to nejvýznamnější legislativa, kterou Kongres schválil ke vztahu k území Ameriky.
V teritoriu byl ustanoven zákaz provozování otroctví.

## Přijetí nových států
Nejvýznamnějším zamýšleným účelem této legislativy bylo určení mandátu pro přijímání nových státu do Unie. Hranice vstupu byla určena počtem obyvatelstva 60 000 ve vymezeném teritoriu. Právní mechanismus byl ustanoven zákonem Enabling Act v roce 1802. Prvním státem, vytvořeným ze Severozápadního teritoria bylo Ohio v roce 1803, zatímco zbylé území patřilo pod teritorium Indiana. Následovalo přijetí dalších států Indiana, Illinois, Michigan, a Wisconsin.

## Ustanovení teritoriální vlády
Na základě tohoto zákona byla ustanovena civilní vláda v teritoriu pod přímým právním dohledem Kongresu. Northwest Ordinance byl prototypem následných Ústavních zákonů, které vytvářeli organizovaná teritoria v období západní expanze Spojených státu amerických. Konkrétně to znamenalo ustanovení teritoriálního guvernéra na období 3 let, teritoriálního předsedy /territorial Secretary/ na období 4 let a 3 soudců s neohraničeným mandátem. Jakmile počet obyvatel dosáhne 5 000 "svobodných plnoletých mužů", mohou zformovat shromáždění /konvent/, kde mohou přijímat zákony. V roce 1789 byly přijaty v zákonu menší změny, například, že prezident má pravomoc ustanovovat a odvolávat guvernéra a předsedu /territorial Secretary/. Territorial Secretary je oprávněn zastupovat guvernéra v případě, když dočasně či trvale nemůže zastávat svou funkci.